# Josef Afritsch

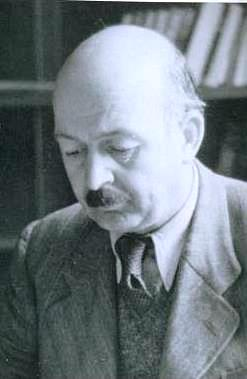
Josef Afritsch – Stadtrat 1955

Josef „Beppo“ Afritsch (* 13. März 1901 in Graz; † 25. August 1964 in Wien) war ein österreichischer Gartentechniker und sozialdemokratischer Politiker. Von 1959 bis 1963 war er Bundesminister für Inneres
(SPÖ).

## Lebensweg
Afritsch war ein Sohn des Gründers der Kinderfreunde Österreich, Anton Afritsch. Sein Bruder Viktor (1906–1967) war ein bekannter Schauspieler. Afritschs Ausbildung bestand aus Volksschule, Bürgerschule und dem dreijährigen Besuch der Gartenbaumittelschule in Eisgrub in Südmähren. Danach arbeitete er als Gartentechniker in Nordböhmen, Thüringen und Schleswig-Holstein. Im Jahr 1923 trat er in die Wiener Stadtgartenverwaltung ein. Bis zu seiner Verhaftung und Entlassung aus dem Staatsdienst 1942 organisierte er dort den amtlichen Pflanzenschutzdienst.
Nach den blutigen Ereignissen des Jahres 1934 im Zusammenhang mit dem Österreichischen Bürgerkrieg organisierte er in Wien bis 1938 die Hilfsaktion der „Gesellschaft der Freunde“ für die Opfer der Februarkämpfe.
Josef Afritsch war es, der mit Gewerkschaftsgeldern Bruno Kreisky das Flugticket für den offiziellen Eröffnungsflug der Lufthansa von Wien nach Berlin am 21. September 1938 besorgte. Von dort reiste der spätere Bundeskanzler zu seinem achtjährigen schwedischen Exil weiter.
Nach seiner Verhaftung verbrachte er zehn Monate im Kerker und zwei Jahre im Zuchthaus.

### Nach dem Krieg

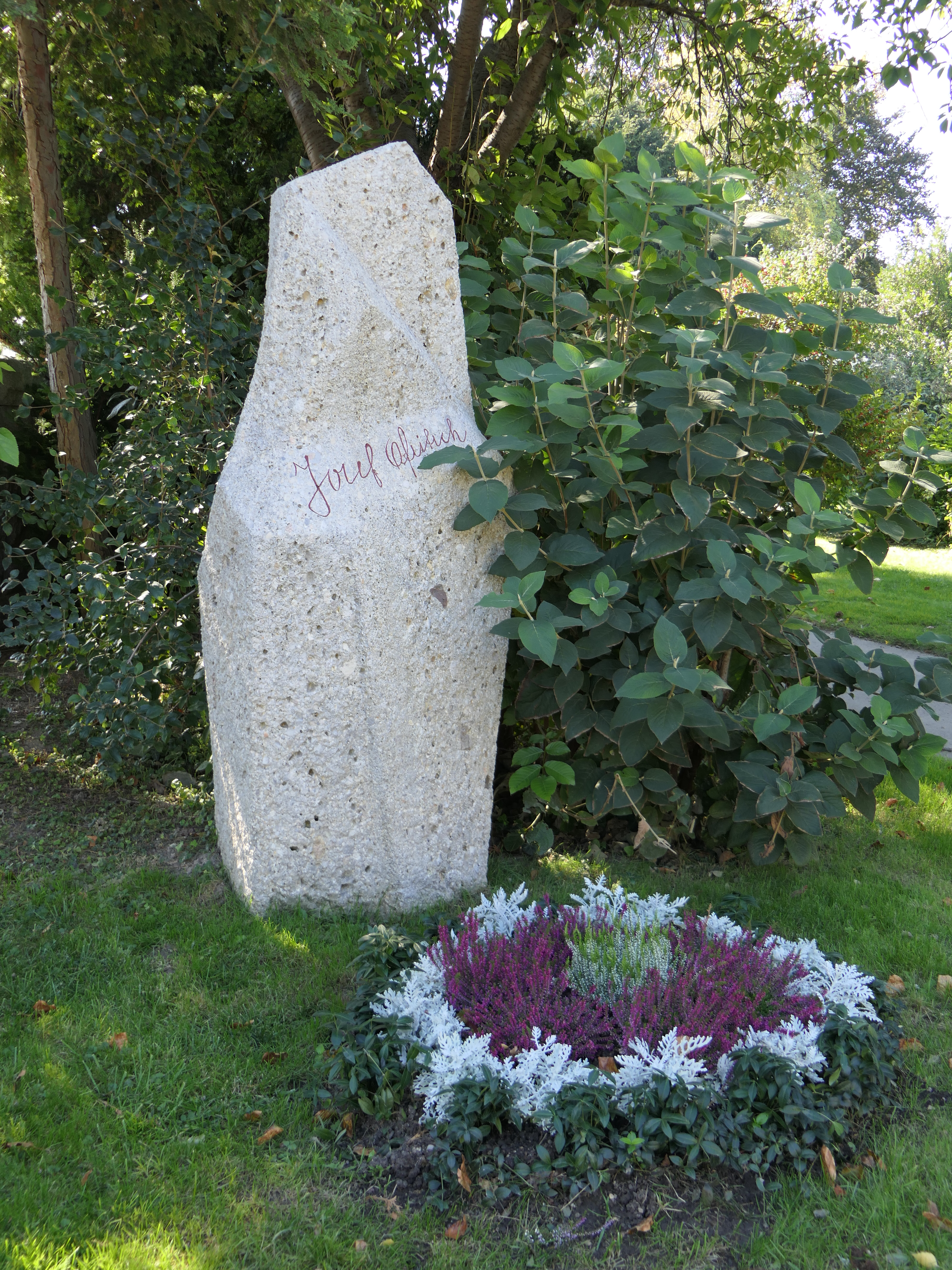
Grab von Josef Afritsch

Von 1945 bis 1959 war er Mitglied des Wiener Gemeinderates und Abgeordneter zum Wiener Landtag. Er vertrat den Wahlkreis 6 im 13. Bezirk. 1946 wurde er formell zum Stadtrat für Allgemeine Verwaltungsangelegenheiten gewählt, ein Amt, das er bereits seit 1945 ausführte.
1951 wurde er Stadtgartendirektor, er wurde aber gleichzeitig beurlaubt, um sein Stadtratsamt ausführen zu können. In dieser Funktion war er 1951 auch Vizepräsident der Österreichischen Gartenbaugesellschaft.
Vom 16. Juli 1959 bis zum 27. März 1963 war Josef Afritsch dritter Innenminister der Republik Österreich, womit er gleichzeitig Ehrenpräsident des Clubs der Exekutive war. Ursprünglich diente er dabei unter Bundeskanzler Julius Raab und ab 1961 unter Bundeskanzler Alfons Gorbach. Beide gehörten der ÖVP an. Am 14. Dezember 1962 wurde er Abgeordneter zum Nationalrat. 
Beim Staatsbesuch des sowjetischen Regierungschefs und Parteichefs der KPdSU Nikita Chruschtschow Mitte 1960 begleitete er diesen unter anderem auf seinem Besuch des Konzentrationslagers Mauthausen. Chruschtschow berichtete darüber in seinen Memoiren:
"We  also  visited  the  death  camp  at  Mauthausen, a  small  town  where prisoners of war were held behind barbed wire, both our people and those of other countries. It truly was a death camp. The Austrian interior minister accompanied us on the visit there; he was a Social Democrat who always took a positive attitude toward friendship with the USSR. He was a heavy-set, good-natured, and  mild-mannered  man, with a correct political orientation. … The interior minister who accompanied us also showed us a cell in which he himself had been a prisoner and from which he had been freed by the Allied forces."
In seinem Amt als Innenminister war er auch gemeinsam mit dem Wiener Polizeichef Josef Holaubek verantwortlich für die Sicherheit beim Gipfeltreffen in Wien am 3. und 4. Juni 1961 zwischen dem amerikanischen Präsidenten John F. Kennedy und Chruschtschow. 
Afritsch war Regierungskommissär für die Wiener Internationale Gartenschau, welche vom 16. April bis zum 11. Oktober 1964 im Donaupark abgehalten wurde. Auch war Afritsch zeitweise Präsident der Volkshilfe.
Am 25. August 1964 kehrte er in seine Wohnung in der St.-Veit-Gasse 6 in Hietzing zurück und erbat von seiner Haushälterin ein Glas Wasser. Kurz darauf verstarb er. Josef Afritsch wurde ein Ehrengrab auf dem Wiener Zentralfriedhof (14C-23) zuteil.

## Ehrungen

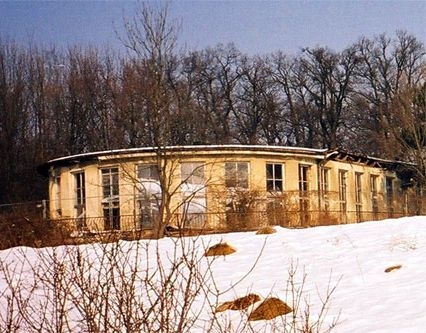
Das Josef-Afritsch-Heim am Hörndlwald

1957 erhielt er das Große Goldene Ehrenzeichen für Verdienste um die Republik Österreich.
Zu seinem Angedenken wurde die in den Jahren 1963 bis 1965 errichtete Genossenschaftswohnanlage im 13. Bezirk, Elisabethallee 81–95, Josef-Afritsch-Wohnhausanlage benannt. 1965 erhielt überdies das architektonisch interessant gestaltete und zwischen 1949 und 1953 errichtete Gästehaus der Volkshilfe am Hörndlwald, auf der Joseph-Lister-Gasse in Hietzing, ebenso im 13. Wiener Bezirk, den Namen Josef-Afritsch-Heim. Es ist auch bekannt als Internationale Kulturstätte Hörndlwald. Ende 2010 übernahm die Stadt Wien das Bau- und Nutzungsrecht. Das Afritsch-Heim wurde 2013 abgerissen.
Josef Afritsch wurde am 9. November 1960 mit dem Bayerischen Verdienstorden ausgezeichnet.
Am 17. März 1961 wurde ihm die Bürgerurkunde der Stadt Wien verliehen (→ Liste der Bürger ehrenhalber der Stadt Wien).
1962 erhielt er das Große Goldene Ehrenzeichen am Bande für Verdienste um die Republik Österreich.
Bei der Internationalen Gartenschau von 1964 wurde anlässlich der Eröffnung der Schnittrosenschau durch Bürgermeister Franz Jonas am 9. Juli 1964 eine nach „Minister Afritsch“ benannte Rose der Öffentlichkeit vorgestellt.